# Sherlock Holmes' smarte bror
 For alternative betydninger, se Sherlock Holmes (flertydig). (Se også artikler, som begynder med Sherlock Holmes)
Sherlock Holmes' smarte bror (originaltitel: The Adventure of Sherlock Holmes' Smarter Brother) er en amerikansk film fra 1975 instrueret af Gene Wilder, der også spiller filmens hovedrolle.
Filmen var Gene Wilders første som instruktør.

## Handling
Sigerson Holmes – yngre (og klogere) bror af Sherlock Holmes – prøver at løse en mystisk affære mens hans bror er i udlandet…

## Medvirkene
- Gene Wilder – Sigerson Holmes
- Madeline Kahn – Jenny Hill
- Marty Feldman – Orville Stanley Sacker
- Dom DeLuise – Eduardo Gambetti
- Leo McKern – Moriarty

## Eksterne Henvisninger
- Sherlock Holmes' smarte bror på Internet Movie Database (engelsk)
- Sherlock Holmes' smarte bror på Filmdatabasen
- Sherlock Holmes' smarte bror på Filmdatabasen
- Sherlock Holmes' smarte bror i Svensk Filmdatabas (svensk)
- Sherlock Holmes' smarte bror på AlloCiné (fransk)
- Sherlock Holmes' smarte bror på MovieMeter (nederlandsk)
- Sherlock Holmes' smarte bror på AllMovie (engelsk)
- Sherlock Holmes' smarte bror hos American Film Institute (engelsk)
- Sherlock Holmes' smarte bror på Turner Classic Movies (engelsk)
- Sherlock Holmes' smarte bror på The Movie Database (engelsk)